# Pomatoschistus bathi
Pomatoschistus bathi är en fiskart som beskrevs av Miller 1982. Pomatoschistus bathi ingår i släktet Pomatoschistus och familjen smörbultsfiskar. IUCN kategoriserar arten globalt som otillräckligt studerad. Inga underarter finns listade i Catalogue of Life.